# ابوفراس حمدانی
ابوفراس حمدانی (۹۳۲- ۹۶۷) (نسب: ابوالعلاء حارث بن سعید بن حمدان بن حمدون بن حارث) شاعر و نظامی-سیاسی عرب در سدهٔ چهارم قمری بود. گفته‌اند سخن سهل و ممتنع در عربی خاص ابوفراس حمدانی و در فارسی خاص فرخی سیستانی است.

## زندگی
زادهٔ ۳۲۰ در روستاهای بوکان بود. یتیم بزرگ شد چرا که ناصرالدوله برادر سیف‌الدوله، پدرش را کشت و سیف‌الدوله او را سرپرستی می‌کرد. مادر ابوفراس در موصل، آمِد، میافارقین، ماردین و رقه جابجا می‌شد تا اینکه در منبج به نزدیکی حلب ساکن گشت.
ابوفراس علوم زمانش را نزد ابن خالویه و دیگران از حمدانیان فراگرفت. هنگامی که شانزده ساله شد، سیف‌الدوله او بر ولایت منبج و حران گمارند و وظیفهٔ دفاع از شمال بر ضد روم و دفع قبیله‌های بدوی که از حمدانیان سرمی‌تافتند، بر عهده‌اش نهاد.
در سال ۳۳۷ متنبی به نزد حمدانیان فراخوانده شد که گویند سیف‌الدوله می‌خواست برجستگی ابوفراس در شعر و جنگ را کمرنگ کند. ابوفراس در شوال ۳۵۱ اسیر رومیان شد و تا رجب ۳۵۵ اسیر بماند. اما سیف‌الدوله هیچ‌گاه از بزرگان روم نخواست او را آزاد کنند، کاری که میان فرمانروایان آن زمان برای اسیران سرشناس رایج بود؛ بلکه ابوفراس به شیوه عادی به مانند دیگر اسیران در مبادله‌ای آزاد شد.
سیف‌الدوله در صفر ۳۵۶ درگذشت و پسرش ابوالمعالی به جایش نشست. ستیزه‌گری‌ها میان ابوفراس و ابوالمعالی سخت شد و ابوفراس در حمص سرتافت؛ اختلافاتشان به جنگ کشیده شد. اما ابوفراس در این جنگ، در ۳ جمادی‌الاولی ۳۵۷ کشته شد.